# Тимелія лучна

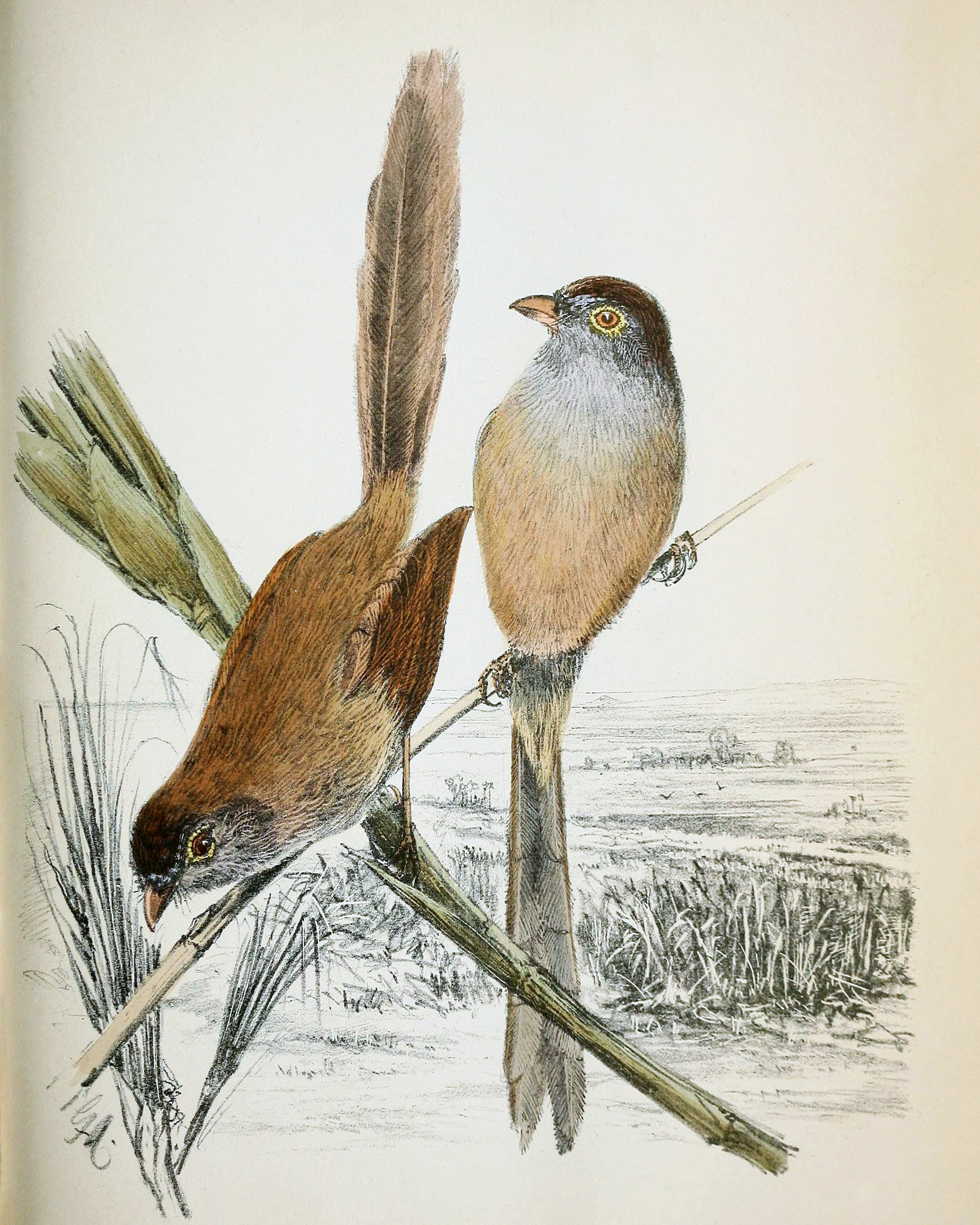
Лучна тимелія

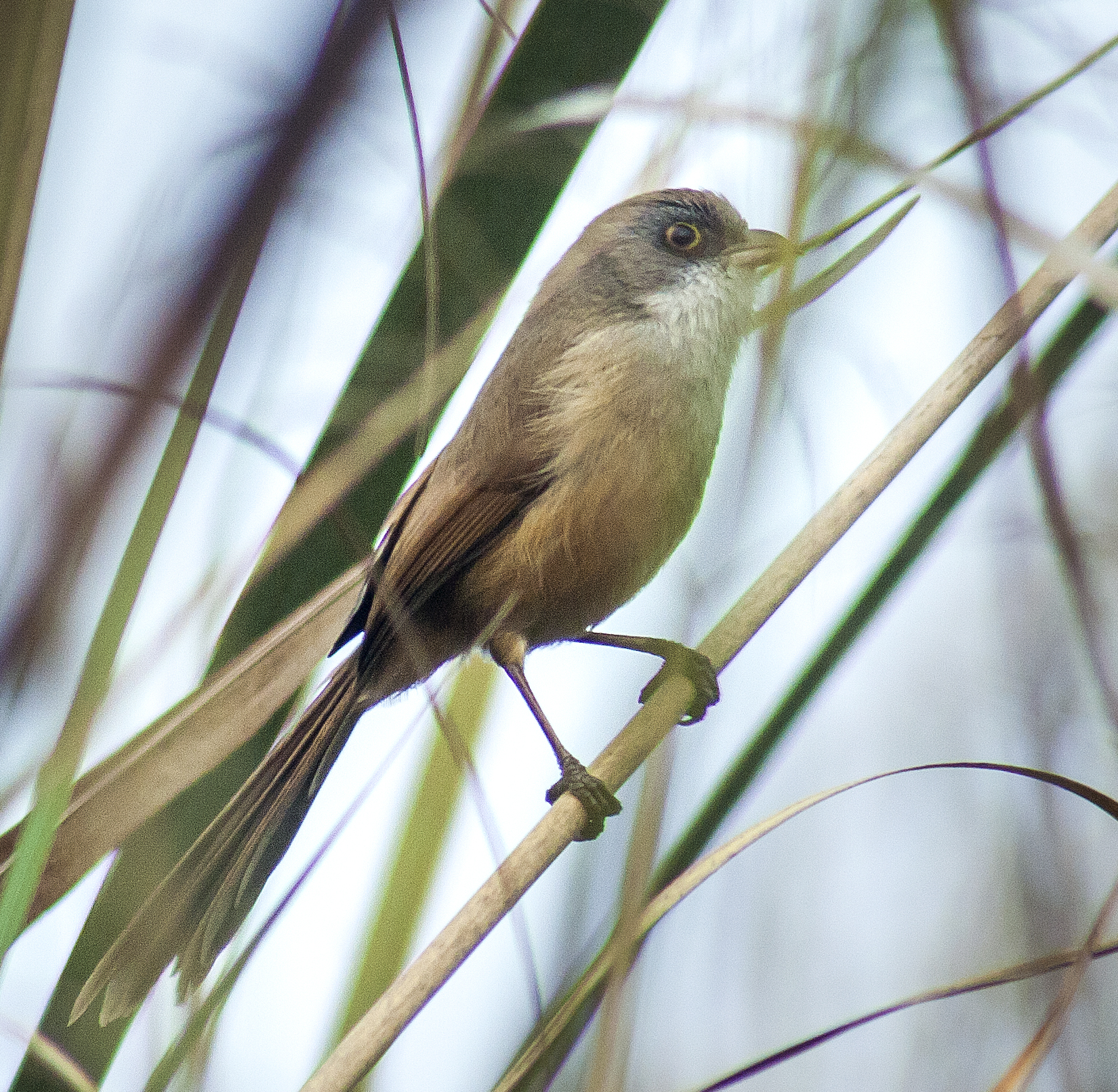
Лучна тимелія

Тиме́лія лучна (Chrysomma altirostre) — вид горобцеподібних птахів родини суторових (Paradoxornithidae). Мешкає в Південній Азії.

## Опис
Довжина птаха становить 16-17 см, враховуючи довгий, східчастий хвіст. Верхня частина тіла рудувато-коричнева, крила і хвіст яскраво-рудувато-коричневі, горло і груди сіруваті, решта нижньої частини тіла охриста. Очі карі, навколо очей зеленувато-жовті кільця, дзьоб і лапи рожевуваті. Виду не притаманний статевий диморфізм.

## Підвиди
Виділяють три підвиди:
- C. a. altirostre Jerdon, 1862 — М'янма (заплави річок Іраваді і Сітаун), підвид вважався вимерлим, однак був повторно відкритий у 2014 році[7];
- C. a. scindicum (Harington, 1915) — Пакистан (долина річки Інд);
- C. a. griseigulare (Hume, 1877) — тераї на півдні Непалу та у Північно-Східній Індії.

## Поширення і екологія
Лучні тимелії мешкають в Пакистані, Індії, Непалі і М'янмі. Вони живуть на заплавних луках в долинах річок, в заростях очерету, рогозу, Imperata cylindrica, Tripidium arundinaceum, Tripidium ravennae і Saccharum spontaneum, віддають перевагу місцевостям з густою, високою травою і уникають сухих луків. Зустрічаються парами або зграйками. Живляться кониками, жуками, мурахами та іншими комахами.

## Поведінка
МСОП класифікує цей вид як вразливий. За оцінками дослідників, популяція лучних тимелій становить від 3500 до 15000 птахів. Їм загрожує знищення природного середовища.